# 이홍구 (1947년)
이홍구(李弘求, 1947년 7월 5일 ~ )은 대한민국의 방송 작가이다.

## 주요 드라마
- 2019년 : MBC 《모두 다 쿵따리》
- 2017년 : SBS 《언니는 살아있다》
- 2013년 : JTBC 《가시꽃》
- 2011년 : MBC 《위험한 여자》
- 2010년 : MBC 《신이라 불리운 사나이》
- 2009년 : MBC 《흔들리지마》
- 2008년 : MBC 《에덴의 동쪽》
- 2007년 : MBC 《나쁜여자 착한여자》
- 2005년 : KBS 《고향역》
- 2004년 : SBS 《토지》
- 2003년 : SBS 《당신 곁으로》
- 2001년 : KBS 《인생은 아름다워》 , 《스피드 박》[3], 《여자는 왜?》(중도하차)
- 2000년 : KBS 《RNA》
- 1999년 : MBC 《햇빛속으로》
- 1997년 : MBC 《세 번째 남자》, iTV 《가족》[4]
- 1996년 : MBC 《별》
- 1995년 : MBC 《숙희》
- 1994년 : MBC 《납량 특집 드라마 M》
- 1993년 : MBC 《자매들》
- 1992년 : MBC 베스트극장 〈녹색 꿈을 찾아서〉
- 1991년 : MBC 베스트극장 〈도출이의 전생〉, 〈황금우산〉, KBS TV문예극장 〈벽〉
- 1989년 : KBS 《형사 25시》, MBC 《황제를 위하여》
- 1988년 : MBC 《내일이 오면》
- 1987년 : KBS 《순애보》, TV문학관 〈질경이 꽃〉, 〈사랑앓이〉, 〈운수좋은 날〉
- 1986년 : MBC 《한 지붕 세 가족》, KBS TV문학관 〈파랑섬〉, 〈분녀〉, 〈불〉, 〈광화사〉, 〈병풍에 그린 닭이〉
- 1985년 : MBC 《갯마을》, 《수사반장》, 베스트셀러극장 〈밀항〉, 〈다섯 가지 행복〉, KBS 수요드라마 《떠나가는 배》
- 1984년: MBC 《애처일기》
- 1983년: MBC 베스트셀러극장 〈백색인간〉, 〈갈채〉
- 1982년 : MBC 《호랑이 선생님》, 《시장사람들》
- 1979년 : MBC 《오똑이분대》
- 1978년 : MBC 《X-수색대》, 《범바윗골의 비밀》, 《우주탐험대》

## 영화
- 2005년 : 제니, 주노
- 1990년 : 물 위를 걷는 여자

## 참고 사항
- <세 번째 남자> (1997년작)가 기대 이하의 성적에 그친 뒤 한동안 방황해 오다가 iTV 개국 첫 연속극인 일일드라마 <가족>의 집필을 맡았다.[4] 그 이후 타방송사 위주로 활동해 왔으며 2007년 <나쁜여자 착한여자>로 MBC 복귀를 했다.
- iTV 일일드라마 <가족>은 1997년 10월 13일부터 방송(월~금 9시)되었으며 <가족> 외주제작사 아세아네트워크가 줄곧 SBS에 프로그램을 납품해왔다.[5]